# William Congreve (wynalazca)

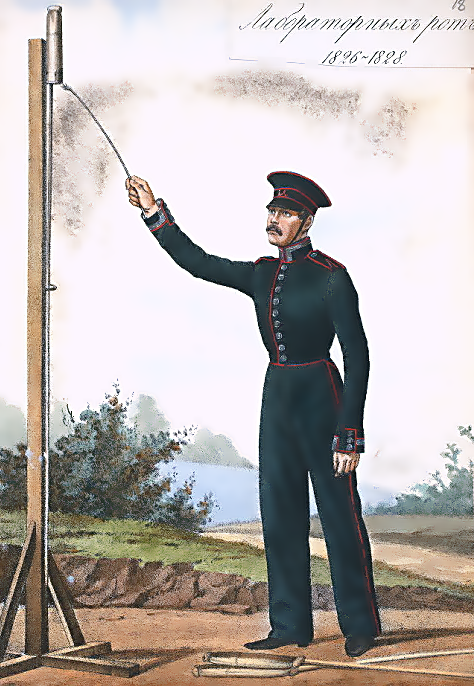
Żołnierz rosyjski z rakietą Congreve’a 1826-1828

William Congreve (ur. 20 maja 1772, zm. 16 maja 1828 w Tuluzie) – angielski wynalazca, pionier badań nad bronią rakietową, baronet.

## Życiorys
Był synem generała Williama Congreve’a (starszego), kierownika Królewskiego Laboratorium uzbrojenia. Urodził się w Kent, zdobył wykształcenie prawnicze w Trinity College na Uniwersytecie Cambridge. Wbrew popularnej wersji, nie służył nigdy w armii (aczkolwiek otrzymał od księcia Walii tytuł honorowy pułkownika hanowerskiej artylerii) i nie zapoznał się z bronią rakietową podczas walk w Indiach.
Od 1804 natomiast prowadził w Królewskim Laboratorium (kierowanym przez swojego ojca) badania nad pociskami rakietowymi, które były już bronią praktycznie nie używaną w Europie, natomiast armia brytyjska zetknęła się z nimi podczas walk w Indiach. Podjął następnie prace nad udoskonaleniem tej broni, konstruując kilka typów rakiet z żelazną komorą spalania i statecznikiem tyczkowym.
W roku 1805 jego praca nad rakietami była na tyle zaawansowana i na tyle poprawił on ich celność, że Brytyjska Marynarka Wojenna użyła rakiet do ostrzeliwania portów Francji i jej sojuszników podczas wojen napoleońskich. Pierwszy raz użyto ich pod Boulogne w listopadzie 1805, jednak bez żadnych rezultatów, natomiast podczas kolejnego ataku 8 października 1806 spalono znaczną część miasta. Między innymi, w 1807 spalono Kopenhagę, przyczyniając się do kapitulacji miasta (wystrzelono maksymalnie 2500 pocisków, mimo popularnej wersji o aż 40 000 rakiet), a w sierpniu 1813 ostrzelano nimi Gdańsk. W roku 1809 utworzono dwie konne kompanie wojsk rakietowych w armii brytyjskiej, walczące m.in. z sukcesami w bitwie pod Lipskiem w roku 1813 (popularna jest nieprawdziwa wersja, że kompanią tą dowodził osobiście Congreve).
Rakiety Congreve’a były używane do końca wojny z Napoleonem, jak również w wojnie przeciw USA w latach 1812-1814. Amerykański hymn („The Star-Spangled Banner”) wspomina o „oślepiającej czerwieni rakiet” (ang. rockets’ red glare), chodzi tu o rakiety Congreve’a, którymi Anglicy ostrzelali Fort McHenry pod Baltimore (1814).
Poza pracami nad rakietami, sir William Congreve wynalazł zamocowanie do broni palnej wykorzystujące siłę odrzutu, czasowy detonator, spadochron do rakiet, wodno-pneumatyczne zamykanie kanałów, śluzę (1813), druk kolorowy (1821), nowy typ silnika parowego, metodę neutralizowania dymu. Posiadał też patenty na zegar, zabezpieczenie budynku przed pożarem, metodę łączenia dwóch różnych metali, papiery bankowe trudne do podrobienia, metodę zabijania wielorybów (rakietami). Udoskonalił też metody produkcji prochu strzelniczego, płyt stereotypowych, ogni sztucznych i mierników gazu.
W Polsce rakiety konstrukcji Williama Congreve’a nazywane były racami kongrewskimi. W latach 1815–1819 doświadczenia z ich zastosowaniem prowadził polski inżynier wojskowy Józef Bem, który sporządził w języku francuskim raport o swoich eksperymentach. W 1820 roku w Weimarze ogłoszono drukiem jego niemiecki przekład pod tytułem Erfahrungen über die Congrevischen Raketen (Doświadczenia z rakietami kongrewskimi). Dzieło przetłumaczone zostało na język polski i wydane w Polsce w roku 1953 pod tytułem "Uwagi o rakietach zapalających" .

## Publikacje
- Elementary treatise on the mounting of naval ordnance (Londyn 1812)
- Description of the construction and properties of the hydropneumatical lock (Londyn 1815)
- Treatise on the Congreve-rocket system (Londyn 1827; po niemiecku Weimar 1829)